# 莫圖瓦島
莫圖瓦島（Motu Oa）是法屬波利尼西亞的島嶼，屬於馬克薩斯群島的一部分，位於瓦普島東南1公里的太平洋海域，由瓦普市鎮管轄，長1.1公里、寬0.46公里，面積0.3平方公里，島上無人居住。
9°28′47″S 140°02′50″W / 9.4797°S 140.0472°W